# Cratere Helmholtz (Luna)
Helmholtz è un grande cratere lunare di 110,16 km situato nella parte sud-orientale della faccia visibile della Luna.
Il cratere è dedicato al medico tedesco Hermann von Helmholtz.

## Crateri correlati
Alcuni crateri minori situati in prossimità di Helmholtz sono convenzionalmente identificati, sulle mappe lunari, attraverso una lettera associata al nome.
| Helmholtz | Coordinate            | Diametro (in km) |
| --------- | --------------------- | ---------------- |
| A         | 64°30′00″S 51°31′12″E | 15,98            |
| B         | 67°52′48″S 68°39′36″E | 11,83            |
| D         | 66°22′48″S 54°05′24″E | 44,59            |
| F         | 64°27′36″S 60°33′00″E | 50               |
| H         | 64°31′48″S 64°58′12″E | 19,83            |
| J         | 64°52′48″S 68°14′24″E | 23,02            |
| M         | 65°19′48″S 51°22′12″E | 24,31            |
| N         | 64°57′S 50°12′E       | 13,53            |
| R         | 63°46′48″S 55°16′12″E | 12,21            |
| S         | 64°24′36″S 56°42′00″E | 31,67            |
| T         | 65°48′00″S 60°04′48″E | 30,53            |